# Локомотиви БДЖ серия 500.76
Локомотивите 50176 – 50476 са първите за междурелсие 760 mm с паропрегревател и 5 свързани колооси в БДЖ. Те са предназначени специално за линията Септември – Велинград машина система „Компаунд“. Произведени са в локомотивната фабрика „Ceskomoravska kolben“ – Praha през 1927 г. Поради увеличаващата се работа по линията са доставени още два локомотива (50576 и 50176) през 1931 г. Те са първите теснолинейни локомотиви в България с гредова рама и с безребордна водеща колоос. Между двете доставки има големи различия, приличат си основно по колоосната формула.
Всички локомотиви от серията работят до 1942 г. на линията Септември – Якоруда, когато са доставени серия 60076 и дизеловите мотриси 05.01 – 05.03. От тази година започва постепенното им прехвърляне на линията Червен бряг – Оряхово, където стават основна серия за товарни и смесени влакове за около 20 години.
При доставката си всички локомотиви са съоръжени с парна и ръчна спирачка. Машините от първата доставка са имали и вакуумна спирачка. При тях спирателни едностранно са 1-ва, 2-ра и 3-та сцепна колоос. При втората доставка спирателни едностранно са 1-ва и 5-а и двустранно 3-та колоос. Парната и ръчната спирачка действат на една и съща лостова система. След 1960 г. на всички локомотиви се монтират двустъпални въздушни помпи за командване на автоматичните спирачки. Локомотивите имат възможност за движение в двете посоки с конструктивната си скорост.
След 1966 г. и доставката на дизеловите локомотиви серия 75.000 всички машини от серия 60076 са прехвърлени на участъка Червен бряг – Оряхово. Те заместват серия 50076 във влаковата работа и започва постепенното им изваждане от експлоатация на последните. 50176 – 50476 поемат маневрената работа, 50576 остава в резерв, а 50676 е предаден на Железопътния музей в Русе. Последните два локомотива се оказват несполучливи в сравнение с първата доставка – по-малки теглителни възможност, тежки ремонти, недобре укрепени водни резервоари и локомотивни будки. За музейната колекция са запазени и локомотиви 50376 и 50476.

## Експлоатационни и фабрични данни за локомотивите 50076[2]
| Експлоатационен номер | Фабрика                      | фабр. №/ година | Бележки                                              |
| --------------------- | ---------------------------- | --------------- | ---------------------------------------------------- |
| 50176                 | Ceskomoravska Kolben – Praha | 1082/1927       | Бракуван 1971 г.                                     |
| 50276                 | Ceskomoravska Kolben – Praha | 1083/1927       | Бракуван 1971 г.                                     |
| 50376                 | Ceskomoravska Kolben – Praha | 1084/1927       | Бракуван 1971 г. Музеен 1979 г. На постамент 1988 г. |
| 50476                 | Ceskomoravska Kolben – Praha | 1085/1927       | Музеен 1979 г.                                       |
| 50576                 | Schwartzkopff - Berlin       | 8451/1931       | ПЖИ-София 1969 г. Бракуван 1971 г.                   |
| 50676                 | Schwartzkopff - Berlin       | 8452/1931       | Музеен 1966 г.                                       |